# エドモントニア
エドモントニア (学名：Edmontonia) は、中生代後期白亜紀のアメリカ大陸に生息していた曲竜類の植物食恐竜の属である。属名は「エドモントン産の」を意味する。
全長約6メートル。比較的狭い鼻面の頭部、短い首と太い樽状の胴体、太く短い四肢と幅広い肢端をもつ、鈍重な四足歩行の草食恐竜。背面及び尾には骨版とスパイクからなる装甲を持つ。肩には二対の大きなスパイクがあり、これで捕食者から身を守り、あるいは同種での儀礼的闘争を行ったと推定される。
しかしこの恐竜は同じ曲竜類のアンキロサウルスのように尻尾に棍棒がなく、ひっくり返されてしまうと無防備な腹部を捕食者に晒す事になる。そのため、地面に伏せて捕食者の攻撃をやり過ごしたのではないかといわれる。

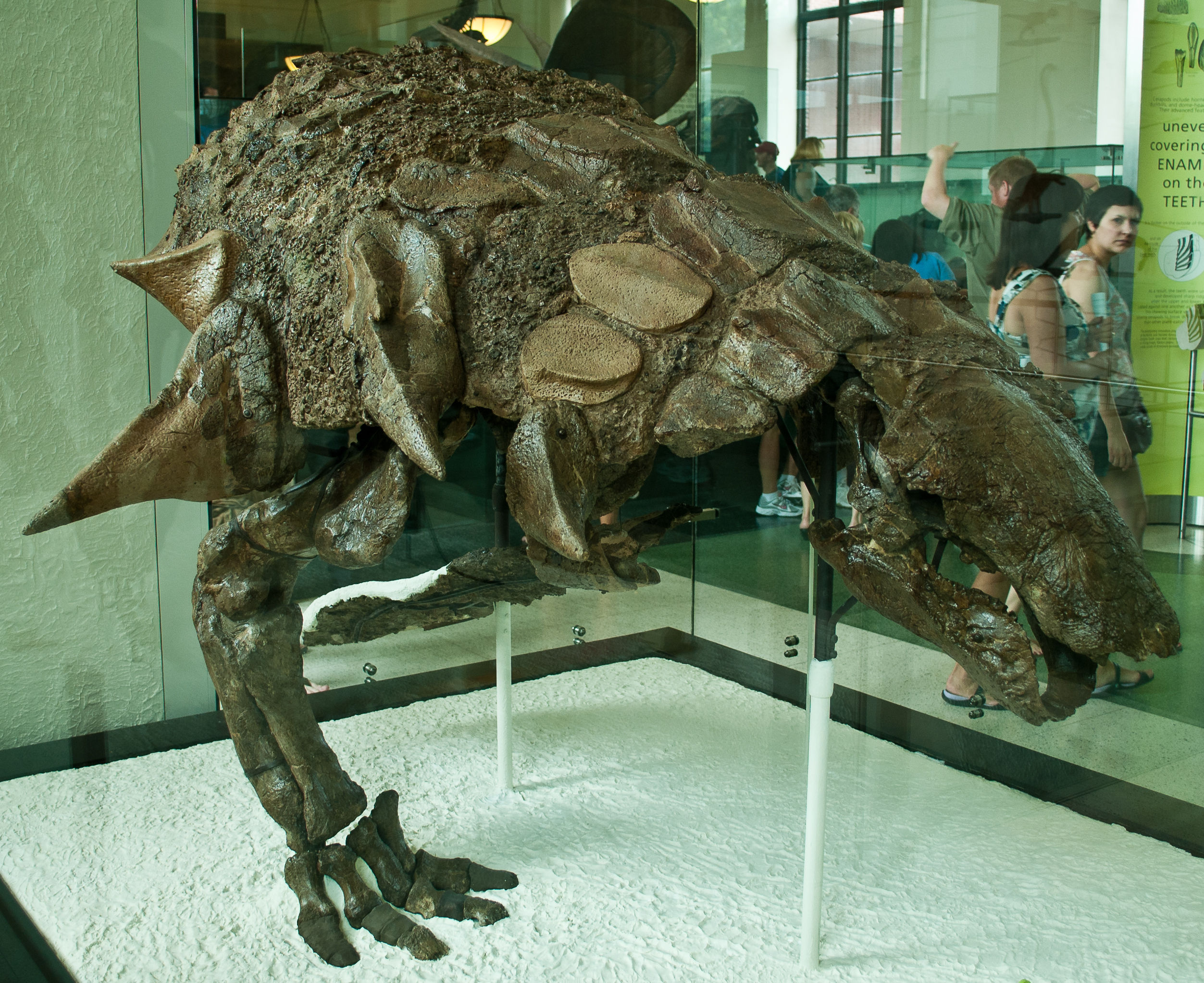
上半身の骨格。
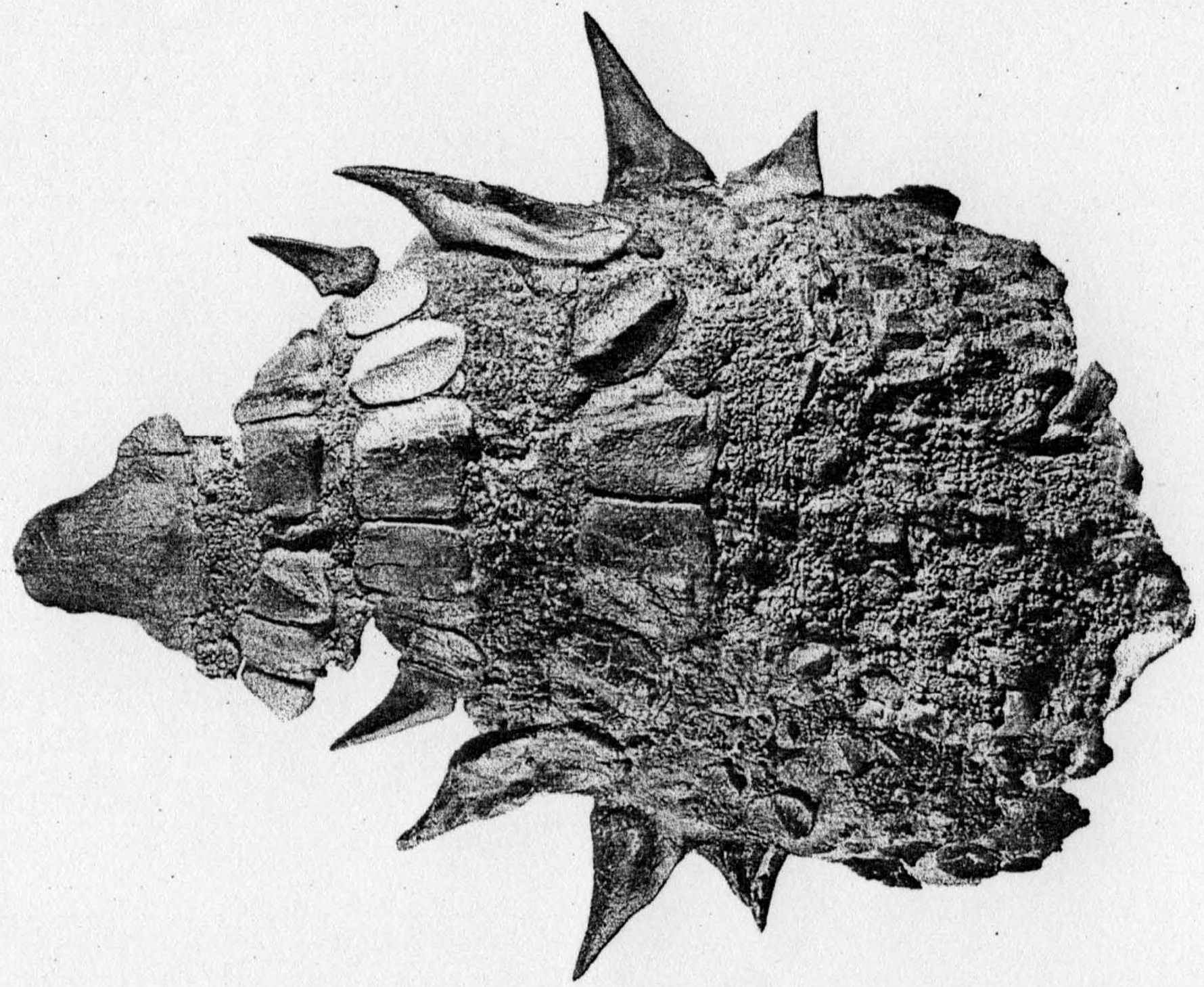
装甲
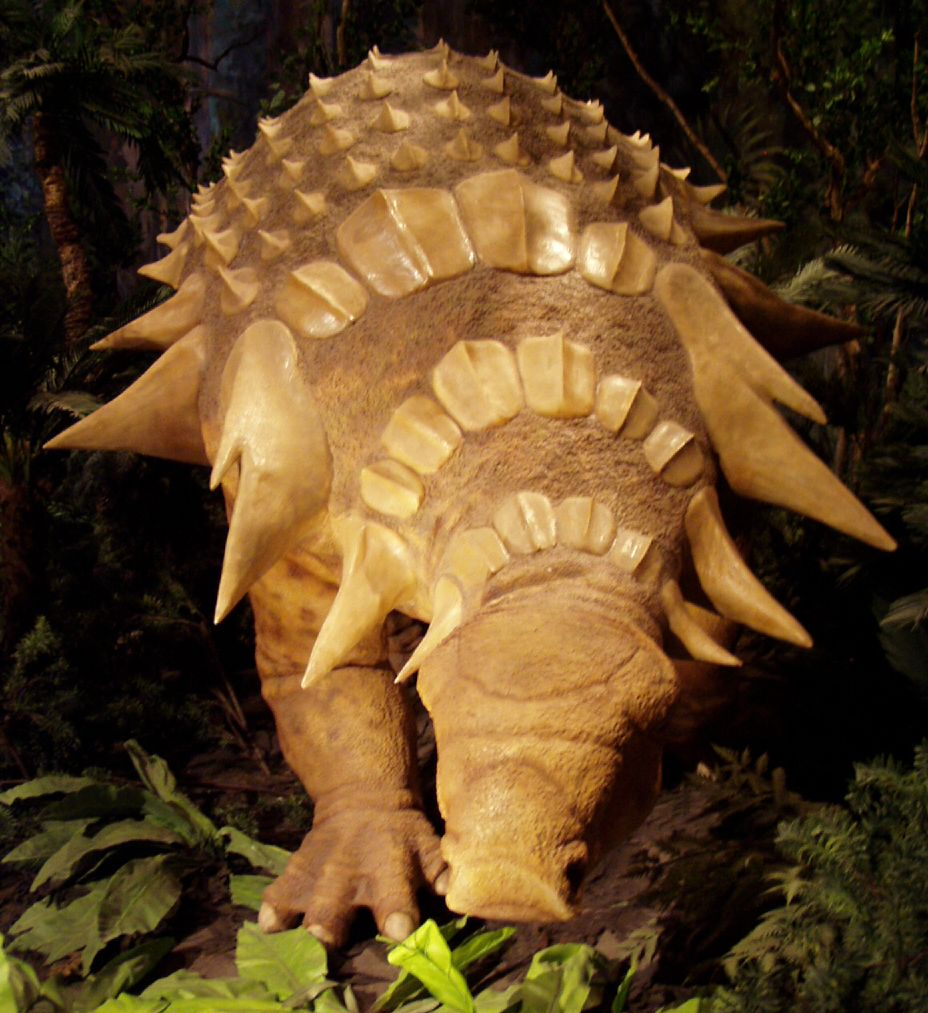
模型。ロイヤル・ティレル古生物学博物館蔵。
人間との大きさ比較。